# Gemiddelde effectieve druk

Gemiddelde effectieve druk van een Seiliger-proces.

De gemiddelde effectieve druk {\displaystyle p_{m}} is een grootheid om de prestaties van een verbrandingsmotor te bepalen onafhankelijk van grootte (cilinderdiameter, slag en aantal cilinders) en rotatiesnelheid. Het wordt bepaald aan de hand van het kringproces van de betreffende motor. Als het wordt bepaald aan de hand van een indicateurdiagram, dan wordt gesproken over de gemiddelde geïnduceerde druk.
Het is de constante druk die op een zuiger zou moeten werken om bij één slag dezelfde arbeid te leveren als het kringproces tijdens één arbeidscyclus. Een hoge waarde betekent dat een motor kleiner kan worden uitgevoerd om hetzelfde vermogen te leveren, of bij gelijke grootte meer vermogen levert. Verhoging kan bereikt worden door een grotere compressieverhouding of door drukvulling.
De gemiddelde effectieve druk is bij geleverde arbeid {\displaystyle W} en slagvolume {\displaystyle V_{s}}:
{\displaystyle p_{m}={\Sigma W \over V_{s}}}